# Karl Mosler

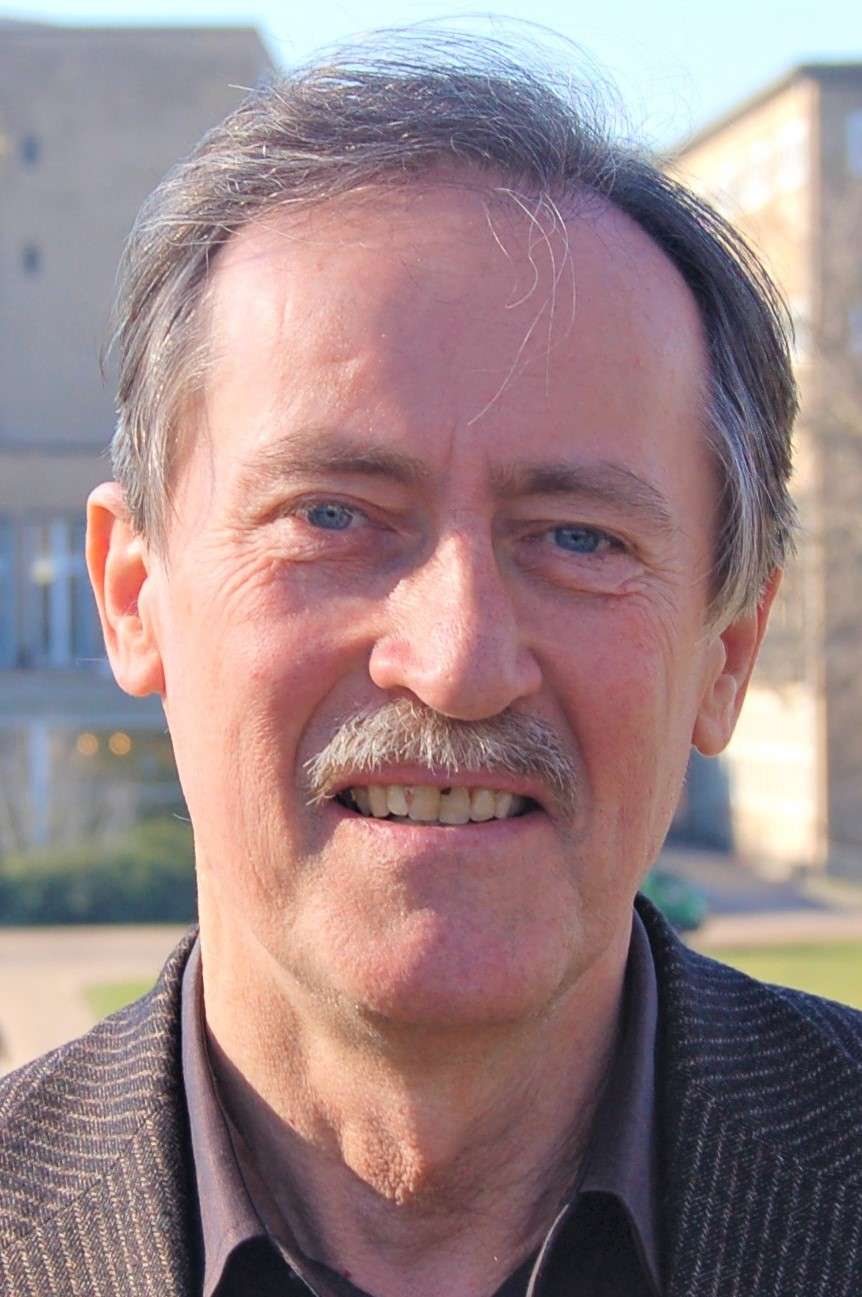
Karl Clemens Mosler

Karl Clemens Mosler (* 10. Juli 1947 in Bonn) ist ein deutscher Statistiker und Mathematiker, dessen Werk sich insbesondere mit Methoden der nichtparametrischen Analyse von multivariaten Daten, der Modellierung von Risiko und der Messung von sozio-ökonomischer Ungleichheit befasst.

## Werdegang
Karl Mosler wurde 1947 in Bonn geboren und wuchs in einer Juristen- und Politikerfamilie auf. Sein Vater war der Völkerrechtler Hermann Mosler, seine Mutter Anne Mosler, geb. Pipberger. Sein Großvater Karl Mosler war gleichfalls Jurist und Präsident des Landgerichts in Bonn. Die Schwester seines Vaters, die Volkswirtschaftlerin Hedwig Daniels, war verheiratet mit Wilhelm Daniels, Oberbürgermeister von Bonn, und deren Sohn Hans Daniels war ebenfalls hier Oberbürgermeister sowie Mitglied des Deutschen Bundestages.
Karl Mosler wuchs in Heidelberg auf; er studierte an der Universität Heidelberg und der Universität München die Fächer Mathematik, Physik und Statistik. Nach dem Abschluss als Diplom-Mathematiker (1972) wechselte er an die Technische Universität München, wo er 1975 bei Martin J. Beckmann mit einer Arbeit über optimale Transportnetze promoviert wurde. Danach arbeitete er als Wissenschaftlicher Mitarbeiter an der Universität der Bundeswehr Hamburg (später Helmut-Schmidt-Universität) und habilitierte sich dort 1981 für die Fächer Statistik und Operations Research. Die Habilitationsschrift hatte das Thema Entscheidungsregeln bei Risiko: Multivariate stochastische Dominanz.
Mosler lehrte von 1985 bis 1995 als Professor für Statistik und Quantitative Ökonomik an der Helmut-Schmidt-Universität in Hamburg. Seit 1995 ist er Professor für Statistik und Ökonometrie an der Universität zu Köln, Emeritus seit 2014. Mosler hatte Gast- und Vertretungsprofessuren an den Universitäten Kassel, Hamburg und Frankfurt (Oder), sowie in Italien an der Università di Pavia in Pavia und der Università Bocconi in Mailand inne.
Seit 1971 ist Karl Mosler mit Susanne Mosler, geb. Duden, verheiratet. Das Ehepaar hat zwei Töchter.

## Wirken
Das wissenschaftliche Werk von Karl Mosler begann mit regionalwissenschaftlichen Studien zur Standorttheorie. Ein langjähriger Schwerpunkt wurde dann die Analyse stochastischer Ordnungen, das sind Ordnungen, die den Vergleich von Wahrscheinlichkeitsverteilungen, auch im Mehrdimensionalen, erlauben. Sie haben zahlreiche Anwendungen in den verschiedensten Gebieten der Wirtschaftswissenschaften und der Statistik: etwa in Entscheidungen bei Risiko, auch solchen mit mehreren Zielen oder Attributen, in der Messung von ökonomischer Ungleichheit und von Wohlfahrt, und im Vergleich von alternativen Schätzstatistiken.
In den Jahren ab 1994 hat Mosler, gemeinsam mit Gleb Koshevoy (Russische Akademie der Wissenschaften), einen neuartigen Zugang zu mehrdimensionalen Wahrscheinlichkeitsverteilungen entwickelt, nämlich die Darstellung einer Verteilung durch ihr Lift-Zonoid. Sie erlaubt neue Ansätze der multivariaten Datenanalyse sowie der Messung von Abhängigkeit und Disparität von Verteilungen. Diese Theorie und ihre Anwendungen haben im Jahr 2002 ihren Niederschlag in der Monographie „Multivariate Dispersion, Central Regions and Depth. The Lift Zonoid Approach“ gefunden. Datentiefen und ihre Berechnung stehen weiterhin im Fokus seiner Forschung sowie ihre Anwendung auf Probleme des überwachten Lernens.
Ein weiteres Arbeitsgebiet von Mosler war die Diagnose von Mischungen und speziell die Analyse unbeobachteter Heterogenität in Verweildauerdauermodellen mit Mikrodaten.
Mosler hat mehr als 70 wissenschaftliche Artikel veröffentlicht. Er ist Autor bzw. Herausgeber von 14 Büchern, davon 4 Lehrbüchern zur Mathematik und Statistik. Seine Bücher sind teilweise in mehreren Auflagen erschienen, sodass insgesamt 38 Buchpublikationen vorliegen. Koautoren seiner Lehrbücher sind Friedrich Schmid, Rainer Dyckerhoff, Christoph Scheicher von der Universität zu Köln sowie Tatjana Lange von der Hochschule Merseburg.
Von 1998 bis 2004 fungierte Mosler als Herausgeber der Zeitschrift „Allgemeines Statistisches Archiv“. Von 2004 bis 2008 war er Vorsitzender der Deutschen Statistischen Gesellschaft (DStatG), seit 2016 ist er deren Ehrenmitglied. Gemeinsam mit Göran Kauermann und Joachim Röhmel gründete er 2005 die Deutsche Arbeitsgemeinschaft Statistik (DAGStat), den Zusammenschluss aller wissenschaftlichen Gesellschaften in Deutschland, die sich mit statistischen Methoden befassen. Von 1987 bis 1993 gehörte Mosler der Deputation der Hamburgischen Behörde für Wissenschaft und Forschung an.

## Mitgliedschaften und Ehrungen (Auswahl)
- International Statistical Institute (ISI): Elected Member[11]
- Institute of Mathematical Statistics (IMS)
- Deutsche Statistische Gesellschaft (DStatG): Ehrenmitglied seit 2016.
- Gesellschaft für Operations Research (GOR).
- August-Lösch-Preis für Regionalwissenschaften der Stadt Heidenheim, 1976
- Erik Kempe Prize in memoriam Tord Palander der Universität Umeå (Schweden), 1988.
- DAGStat-Medaille der Deutschen Arbeitsgemeinschaft Statistik, 2019.

## Veröffentlichungen (Auswahl)
- mit Oleksii Pokotylo: Classification with the pot-pot plot. In: Statistical Papers. Band 60, Nummer 3, 2019, S. 903–931, doi:10.1007/s00362-016-0854-8.
- mit Tatjana Lange: Statistik kompakt. Basiswissen für Ökonomen und Ingenieure (= Springer-Lehrbuch.). Springer Gabler, Berlin u. a. 2017, ISBN 978-3-662-53466-3.
- mit Pavlo Mozharovskyi, Tatjana Lange: Classifying real-world data with the DDα-procedure. In: Advances in Data Analysis and Classification. Band 9, Nummer 3, 2015, S. 287–314, doi:10.1007/s11634-014-0180-8.
- mit Pavel Bazovkin: A general solution for robust linear programs with distortion risk constraints. In: Annals of Operations Research. Band 229, 2015, S. 103–120, doi:10.1007/s10479-015-1786-8.
- Depth statistics. In: Claudia Becker, Roland Fried, Sonja Kuhnt (Hrsg.): Robustness and Complex Data Structures. Festschrift in Honour of Ursula Gather. Springer, Berlin u. a. 2013, ISBN 3-642-35493-9, S. 17–34.
- mit Rainer Dyckerhoff: Weighted-mean trimming of multivariate data. In: Journal of Multivariate Analysis. Band 102, Nummer 3, 2011, S. 405–421, doi:10.1016/j.jmva.2010.10.002.
- mit Rainer Dyckerhoff, Christoph Scheicher: Mathematische Methoden für Ökonomen. Springer, Berlin u. a. 2009, ISBN 978-3-540-85165-3 (3., verbesserte und erweiterte Auflage. Springer Gabler, Berlin 2018, ISBN 978-3-662-54245-3).
- mit Tatjana Lange, Pavel Bazovkin: Computing zonoid trimmed regions in dimension d > 2. In: Computational Statistics & Data Analysis. Band 53, Nummer 7, 2009, S. 2500–2510, doi:10.1016/j.csda.2009.01.017.
- mit Friedrich Schmid: Wahrscheinlichkeitsrechnung und schließende Statistik. Springer, Berlin u. a. 2004, ISBN 3-540-00970-1 (4., verbesserte Auflage.  Springer, Heidelberg 2011, ISBN 978-3-642-15009-8).
- mit Friedrich Schmid: Beschreibende Statistik und Wirtschaftsstatistik. Springer, Berlin u. a. 2003, ISBN 3-540-00552-8 (4., aktualisierte und verbesserte Auflage. Springer, Dordrecht u. a. 2009, ISBN 978-3-642-01556-4).
- Multivariate Dispersion, Central Regions and Depth. The Lift Zonoid Approach. Springer, New York NY u. a. 2002, ISBN 0-387-95412-0.
- mit Wilfried Seidel: Testing for homogeneity in an exponential mixture model. In: Australian and New Zealand Journal of Statistics. Band 43, Nummer 2, 2001, 231–247, doi:10.1111/1467-842X.00168.
- mit Gleb Koshevoy: Lift zonoids, random convex hulls and the variability of random vectors. In: Bernoulli. Band 4, Nummer 3, 1998, S. 377–399, JSTOR:3318721.
- mit Pietro Muliere: Welfare means and equalizing transfers. In: Metron. Band 56, Nummer 3/4, 1998, S. 11–52.
- mit Gleb Koshevoy: Zonoid trimming for multivariate distributions. In: The Annals of Statistics. Band 25, Nummer 5, 1997, S. 1998–2017, doi:10.1214/aos/1069362382.
- mit Gleb Koshevoy: The Lorenz zonoid of a multivariate distribution. In: Journal of the American Statistical Association. Band 91, Nummer 434, 1996, S. 873–882, JSTOR:2291682.
- Majorization in economic disparity measures. In: Linear Algebra and Its Applications. Band 199, Supplement 1, 1994 S. 91–114, doi:10.1016/0024-3795(94)90343-3.
- Continuous Location of Transportation Networks. Springer, Berlin u. a. 1987, ISBN 3-540-17297-1.
- Estimation under {\displaystyle G}-invariant quasi-convex loss. In: Journal of Multivariate Analysis. Band 22, Nummer 1, 1987, S. 137–143, doi:10.1016/0047-259X(87)90081-9.
- Stochastic dominance decision rules when the attributes are utility independent. In: Management Science. Band 30, Nummer 11, 1984, S. 1311–1322, JSTOR:2631566.
- als Herausgeber mit Harry Hauptmann, Wilhelm Krelle: Operations Research and Economic Theory. Essays in Honor of Martin J. Beckmann. Springer, Berlin u. a. 1984, ISBN 3-540-13652-5.
- Entscheidungsregeln bei Risiko: Multivariate stochastische Dominanz (= Lecture Notes in Economics and Mathematical Systems. 204). Springer, Berlin u. a. 1982, ISBN 3-540-11944-2 (Zugleich: Hamburg, Hochschule der Bundeswehr, Habilitations-Schrift, 1981).
- Zur Dezentralisierung des quadratischen Standortproblems. In: Zeitschrift für die gesamte Staatswissenschaft. Band 134, Heft 3, 1978, S. 464–476, JSTOR:40750045.